# Битка при Лаутуле
Битката при Лаутуле (на латински: Lautulae) се провежда близо до днешния град Терачина в провинция Латина, регион Лацио, Италия по време на Втората самнитска война вероятно през 315 пр.н.е. между Римската република и самнитите.
Римските войски с командир диктатора Квинт Фабий Максим Рулиан с началник на конницата (magister equitum) Квинт Авлий Церетан губят битката със самнитите с командир генерал Гай Понтий.